# شهرستان جردان
ناحیهٔ جردان (به عربی: مدیریة جردان) یک ناحیه در یمن است که در استان شبوه واقع شده‌است.
ناحیهٔ جردان ۱۶٬۲۷۰ نفر جمعیت دارد.